# Cmentarz wojenny w Bojanowie
Cmentarz wojenny w Bojanowie – zabytkowy cmentarz z I wojny światowej, znajduje się w miejscowości Bojanów, gminie Bojanów, powiecie stalowowolskim, usytuowany jest na zachód od wsi, około 300 metrów od drogi 872. Zarządcą jest Urząd Gminy w Bojanowie.
Cmentarz został założony w 1915 roku. Znajduje się na nim 49 mogił zbiorowych w siedmiu rzędach po siedem i cztery mogiły pojedyncze. Ogrodzony jest metalowym płotkiem z drewnianymi sztachetami. Na cmentarzu znajduje się betonowy pomnik w kształcie ściętego ostrosłupa z napisem KRIEGER GRÄBER 1915. Na cmentarzu spoczywa około 120 żołnierzy austro-węgierskich. Został wpisany do rejestru zabytków w 1988 roku.